# Xian de Guanyang
Le xian de Guanyang (灌阳县 ; pinyin : Guànyáng Xiàn) est un district administratif de la région autonome du Guangxi en Chine. Il est placé sous la juridiction de la ville-préfecture de Guilin.

## Démographie
La population du district était de 280 284 habitants en 2010.